# Крутец (Алешковский сельсовет)
Крутец — деревня в Богородском районе Нижегородской области. Входит в состав Алешковского сельсовета. Население 7 (2010) человек

## Общая физико-географическая характеристика
Географическое положение
По автомобильным дорогам расстояние до областного центра города Нижнего Новгорода составляет 61 км, до районного центра города Богородска — 17 км. Абсолютная высота 127 метров над уровнем моря.
Часовой пояс
Крутец, как и вся Нижегородская область, находится в часовой зоне МСК (московское время). Смещение применяемого времени относительно UTC составляет +3:00.

## История
В «Списке населенных мест» Нижегородской губернии по данным за 1859 год значится как владельческая деревня  безымянного озере в 17 верстах от Нижнего Новгорода. Относилась к первому стану Горбатовского уезда. В деревне насчитывалось 29 дворов и проживало 187 человек (83 мужчины и 104 женщины).

## Население
| 1999 | 2002 | 2010 |
| ---- | ---- | ---- |
| 38   | ↘24  | ↘7   |

Национальный состав
Согласно результатам переписи 2002 года, в национальной структуре населения русские составляли  96 % из 24 человек.